# IJsland op het Eurovisiesongfestival 1986
IJsland nam deel aan het Eurovisiesongfestival 1986 in Bergen, Noorwegen. Het was de eerste deelname van het land op het Eurovisiesongfestival. De artiest werd gezocht via een nationale voorronde, Söngvakeppni Sjónvarpsins. RUV was verantwoordelijk voor de IJslandse bijdrage voor de editie van 1986.

## Selectieprocedure
Söngvakeppni Sjónvarpsins 1986 bestond uit 1 finale. Het werd gepresenteerd door Jónas R. Jónsson.
De nationale selectie werd gewonnen door Pálmi Gunnarsson. Hij mocht aldus IJsland vertegenwoordigen op het Eurovisiesongfestival van dat jaar, met zijn nummer Gleðibankinn.

### Uitslag
| Volgorde | Artiest                                    | Lied                              | Plaats |
| -------- | ------------------------------------------ | --------------------------------- | ------ |
| 1        | Pálmi Gunnarsson                           | Gleðibankinn                      | 1ste   |
| 2        | Eiríkur Hauksson                           | Þetta gengur ekki lengur          | -      |
| 3        | Erna Gunnarsdóttir en Björgvin Halldórsson | Með vaxandi þrá                   | 4de    |
| 4        | Pálmi Gunnarsson                           | Syngdu lag                        | -      |
| 5        | Eiríkur Hauksson                           | Gefðu mér gaum                    | -      |
| 6        | Erna Gunnarsdóttir en Pálmi Gunnarsson     | Út vil ek                         | -      |
| 7        | Björgvin Halldórsson                       | Ef                                | 2de    |
| 8        | Erna Gunnarsdóttir                         | Vögguvísa                         | 5de    |
| 9        | Eiríkur Hauksson                           | Mitt á milli Moskvu og Washington | -      |
| 10       | Björgvin Halldórsson                       | Ég lifi í draumi                  | 3de    |

## In Bergen
Op het Eurovisiesongfestival kreeg Gunnarsson gezelschap van Helga Möller en Eiríkur Hauksson, waarmee hij de groep ICY vormde. IJsland moest als zesde aantreden, na het Verenigd Koninkrijk en voor Nederland. Aan het einde van de puntentelling bleek dat de groep op een 16de plaats was geëindigd met 19 punten.
Nederland had 5 punten over voor deze inzending, België geen.

### Gekregen punten

#### Finale
| 12 punten   | 10 punten | 8 punten | 7 punten           | 6 punten |
| ----------- | --------- | -------- | ------------------ | -------- |
|             |           |          |                    | - Spanje |
| 5 punten    | 4 punten  | 3 punten | 2 punten           | 1 punt   |
| - Nederland | - Cyprus  |          | - Turkije - Zweden |          |

### Punten gegeven door IJsland

#### Finale
Punten gegeven in de finale:
| 12 punten | Zweden      |
| 10 punten | België      |
| 8 punten  | Ierland     |
| 7 punten  | Denemarken  |
| 6 punten  | Finland     |
| 5 punten  | Joegoslavië |
| 4 punten  | Noorwegen   |
| 3 punten  | Zwitserland |
| 2 punten  | Spanje      |
| 1 punt    | Luxemburg   |